# Ченг
Чeнг (на персийски: چنگ „чанг“, още ченк или османска арфа) е струнен (кордофонен) музикален инструмент, разновидност на арфата.
Характерен е за Узбекистан и други тюркоезични страни. Струните са 30 на брой, като за направата им се използва коприна или животински черва.
Ченгът е разпространен в целия Близък изток. Сред най-популярните музыкални инструменти в древна Персия, особено в епохата на Сасанидите. Популярен е и в Османската империя до втората половина на ХVІІ век. В днешно време се използва в Китай, Турция, Армения, Азербайджан и страните от Централна Азия. На него свирят предимно жени.
Предшественик на персийската и османската арфа вероятно е бил инструмент, засвидетелстван на антична асирийска глинена табличка, макар че подобен музикален инструмент е изобразен и сред рисунките на древните египтяни.